# Petrus Ortmayr
Petrus Ortmayr (* 24. September 1878 in St. Marienkirchen an der Polsenz; † 16. Oktober 1958) war ein österreichischer Benediktiner und Archivar.

## Leben
Franz Seraph Ortmayr trat in das Stift Seitenstetten ein, wo er den Ordensnamen Petrus annahm. Am 16. August 1899 legte er die Profeß ab, am 26. Juli 1903 wurde er zum Priester geweiht. Er studierte Theologie und Altphilologie an der Universität Innsbruck, wo er 1908 zum Dr. phil. promoviert wurde. Anschließend unterrichtete er von 1908 bis 1938 und 1945 bis 1953 Latein und Griechisch am Stiftsgymnasium Seitenstetten. 1939 bis 1941 war er als Dozent für Homiletik am Kolleg St. Benedikt in Seitenstetten tätig. Von 1938 bis zu seinem Tode war er als Stiftsarchivar von Stift Seitenstetten tätig. Er publizierte zahlreiche Studien zur Geschichte des Stifts Seitenstetten sowie seiner Bibliothek.

## Veröffentlichungen (Auswahl)
- mit Ägid Decker: Das Benediktinerstift Seitenstetten. Ein Gang durch seine Geschichte. Verlag Welsermühl, Wels 1955.